# Sprechhund-techniek
De Sprechhund-techniek of Jack the Explainer-techniek is een soms kunstmatig overkomende narratieve techniek waarbij een onwetende 'sprechhund' ten tonele wordt gevoerd aan wie expositionele informatie wordt gegeven over wat er tot dan toe allemaal is gebeurd. Die fungeert dan als klankbord van de protagonist.  Het gaat eigenlijk in tegen het in het scenariowereldje gehuldigd principe van 'Show, don't tell'.
Daarnaast laat de techniek ook toe om gevoelens en overwegingen boven water te laten komen. 
De toepassing van deze techniek kan ook subtiel gebeuren; een voorbeeld hiervan is de openingsscène uit de film Amadeus uit 1984, waarin Salieri na zijn zelfmoordpoging bezocht wordt door een priester. Dit personage functioneert voor de rest van het verhaal als 'sprechhund' aan wie Salieri (in flashbacks) alles vertelt.